# Sport Clube São José
O Sport Club São José Ltda. (conhecido como São José e cujo acrônimo é SCSJ), é um clube de futebol brasileiro sediado em São José dos Pinhais, na Região Metropolitana de Curitiba, no estado do Paraná. Suas cores são o vermelho, preto e branco, sendo seu estádio o Pinhão, com capacidade para 5.200 pessoas.

## História
Fundado em 14 de abril de 2008, por Márcio José da Silva, o clube nasceu com a intenção de representar a cidade de São José dos Pinhais.
Já em seu primeiro ano de vida, disputou a Terceira Divisão Paranaense, tendo como resultado o vice-campeonato, e a promoção para a Divisão de Acesso de 2010. Nesta, terminou na 6ª posição, posteriormente em 2011, na mesma competição, faz investimentos consideráveis, porém com resultados insatisfatórios, desiste do torneio, sendo rebaixado. O fato frustrou pelo segunda temporada consecutiva, o sonho de adentrar na elite do futebol paranaense. Dando seguimento, em 2012, disputa a Terceira Divisão, ficando na 4ª colocação, não conseguindo acesso, apenas pelo saldo gols já que empatou em pontos como o PSTC, que ficou com a última vaga. Em 2013, torna a disputar o campeonato apostando em suas categorias de base para triunfar. Na Terceira Divisão de 2013 chegou na final contra o FC Cascavel. No segundo jogo da final, não compareceu. Só foi no ano seguinte em 2014 que o título foi dado ao FC Cascavel. No mesmo ano anunciou desistência da Segunda Divisão.